# Kill the Gringo
Pour plus de détails, voir Fiche technique et Distribution.
Kill the Gringo ou Prison tout inclus au Québec (Get the Gringo) est un film américain réalisé par Adrian Grunberg, sorti en 2012.

## Synopsis
Le gringo (l'Américain), qui sort d'un braquage,  réussit à fuir les autorités américaines (corrompues) en passant la frontière mexicaine. Mais de l'autre côté, il est arrêté par les autorités mexicaines ripoux qui le dépouillent de son argent et est envoyé dans une prison mexicaine. Apprenant sa nouvelle vie à la prison de la ville, il se lie d'amitié avec un garçon de 10 ans dont le foie est recherché (à cause de son groupe sanguin rare) par Javi, un détenu « patron » qui contrôle les rackets et les privilèges au sein de la prison.
Le Gringo s'adapte progressivement à son nouvel environnement et, après avoir volé certains détenus, parvient à exploiter diverses situations à son avantage. Mais le temps presse. En effet, un patron du crime, Frank, recherche à récupérer l'argent que le Gringo lui a volé, tandis que Javi se fait transplanter un nouveau foie très rapidement. Le Gringo se sert de Javi pour se rapprocher de l'argent que ce dernier récupère à ses agents corrompus et utilise ses atouts pour sauver la vie de l'enfant et celle de la mère de celui-ci, pour s'évader de prison, pour tuer Frank et prendre le large avec l'argent volé qui attire tant de convoitises.

## Fiche technique
- Titre original : Get the Gringo
- Titre français : Kill the Gringo
- Titre québécois : Prison tout inclus
- Réalisation : Adrian Grunberg
- Scénario : Mel Gibson, Adrian Grunberg et Stacy Perskie
- Musique : Antonio Pinto
- Directeur de la photographie : Benoît Debie
- Montage : Steven Rosenblum
- Distribution des rôles : Alejandro Reza et Victoria Thomas
- Décors : Bernardo Trujillo
- Direction artistique : Francisco Blanc et Carlos Cosio
  - Supervision de la direction artistique : Jay Aroesty
- Costumes : Anna Terrazas
- Producteurs : Bruce Davey, Mel Gibson et Stacy Perskie

Productrice exécutive : Vicki Christianson
- Sociétés de production : Airborne Productions et Icon Productions
- Budget : 20 millions de dollarsUS
- Pays :  États-Unis
- Genre : Action, drame, thriller
- Langues originales : anglais, espagnol
- Dates de sortie :
  - Israël : 15 mars 2012
  - États-Unis : 1er mai 2012 (en vidéo à la demande)
  - France : 16 octobre 2012 (en vidéo)

## Distribution
- Mel Gibson (V.F. : Jacques Frantz et VQ : Hubert Gagnon) : « Le Gringo »
- Kevin Hernandez (V.F. : Gabriel Jeru et VQ : Samuel Jacques) : Kid
- Daniel Giménez Cacho (V.F. : Patrick Noérie et VQ : Daniel Picard) : Javi
- Dolores Heredia (V.F. : Nayéli Forest et VQ : Nathalie Coupal) : la mère du Kid
- Peter Stormare (V.F. : Philippe Roullier et VQ : Manuel Tadros) : Frank Fowler
- Dean Norris (V.F. : Sylvain Lemarié) : Bill
- Peter Gerety (VF : Richard Leblond) : Jack
- Bob Gunton : (V.F : Jean-Philippe Desrousseaux) : M. Thomas Kaufmann
- Scott Cohen : l'avocat de Frank
- Roberto Sosa (VF : Jean-Pierre Leblan) : l'avocat (Carnal)
- Jesùs Ochoa (VF : Jean-Luc Atlan) : Caracas (Jessy)
- Fernando Becerril (VF : Olivier Cordina) : le directeur de la prison
- Stephanie Lemelin (VF : Rafael Chauvin) : secrétaire / infirmière
- Gerardo Taracena (VF : Jean-Philippe Desrousseaux) : Roméo
- Aaron Cohen (V.F. : Christopher Seugnet) : le tueur à gages
- Patrick Bauchau : le chirurgien
- J. J. Perry : Reginald T. Barnes

Sources et légendes : Version française (V.F.) sur Allodoublage ; Version québécoise (VQ) sur Doublage Québec

## Production
Mel Gibson écrit le scénario avec Stacy Perskie et Adrian Grunberg. Ce dernier, 1er assistant-réalisateur de Mel Gibson sur Apocalypto, réalise également le film.

### Tournage
Le tournage débute en mars 2010 à San Diego en Californie, à Brownsville au Texas et à Veracruz au Mexique.

## Sortie
Le film est le premier à sortir directement en VOD aux États-Unis. Il sort en salles dans certains pays d'Amérique du Sud, ou encore en Europe (Pays-Bas, Suède, Italie, Portugal, etc.). Dans certains pays, il sort sous son titre provisoire, How I Spent My Summer Vacation.

## Critique
Le film obtient une moyenne de 81 % d'opinions favorables sur l'agrégateur Rotten Tomatoes, pour quarante-trois commentaires collectées et une note moyenne de 6.3⁄10.

## Box-office
Bien que n'ayant pas été distribué en salles aux États-Unis, Get the Gringo est sorti dans plusieurs pays et totalise 5 793 167 $ de recettes au box-office mondial.